# Solipse
Solipse (dawniej m.in. Solipsy) – dawniej wieś, obecnie osiedle znajdujące się w warszawskiej dzielnicy Włochy.

## Historia
Pierwsze wzmianki o miejscowości pochodzą z XIV wieku. Graniczyła wtedy z Czechowicami, Skoroszami oraz Porzucewem. 
Wieś szlachecka Solipsi w 1580 znajdowała się w powiecie warszawskim ziemi warszawskiej województwa mazowieckiego. 
Osada zaczęła rozrastać się kiedy jej właścicielem został Stanisław Rakowski. Był on również właścicielem sąsiednich Włoch. Miejscowości wkrótce zaczęły łączyć się ze sobą. Jej rozwój został uniemożliwiony przez władze rosyjskie.